# Formosamyna frontalis
Formosamyna frontalis är en fjärilsart som beskrevs av Embrik Strand 1920. Formosamyna frontalis ingår i släktet Formosamyna och familjen nattflyn. Inga underarter finns listade i Catalogue of Life.